# Gaby Aghion
Gaby Aghion, nascida Gabrielle Hanoka (Alexandria, 1921 — Paris, 27 de setembro de 2014) foi uma estilista francesa nascida no Egito e co-criadora da marca Chloé. A inspiração para a criação do nome da grife foi sua amiga  Chloé Huysmans.
Em conjunto com Jacques Lenoir fundou a Chloé em 1952, nomeando Karl Lagerfeld como seu diretor criativo, cargo que ocupou até 1984. Posteriormente, em 1985 a marca foi vendida para o grupo Richemond. Aghion presenciava quase todos desfiles.